# Eozenillia remota
Eozenillia remota là một loài ruồi trong họ Tachinidae.